# Baldwin Spencer

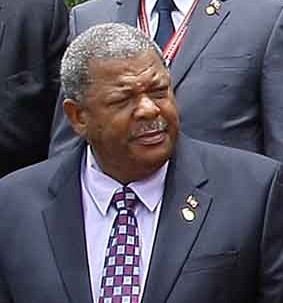
Baldwin Spencer

Winston Baldwin Spencer (8 oktober 1948) was van 2004 tot 2014 de minister-president van Antigua en Barbuda.
Hij werd minister-president op 24 maart 2004, toen zijn partij, de United Progressive Party, die hij verscheidene jaren leidde als oppositiepartij, de verkiezingen won. Hij werd tevens minister voor Buitenlandse Zaken voor Antigua en Barbuda sinds 6 januari 2005.